# Комарицький Андрій Андрійович
Андрій Андрійович Комарицький (* 2 лютого 1982, Луганськ) — український футболіст, воротар. З 2015 року грає в так званій «Збірній ЛНР з футболу».

## Клубна кар'єра
Вихованець луганського футболу, у ДЮФЛ виступав у складі луганського ЛВУФК.
2000 року приєднався до клубу «Сталь» з Алчевська. Спочатку захищав ворота другої команди клубу, у складі головної команди в матчах першої ліги чемпіонату України дебютував 7 травня 2003 року у грі проти охтирського «Нафтовика» (поразка 1:2).
На початку 2007 року повернувся до рідного Луганська, перейшовши на правах оренди до місцевої «Зорі». За півроку команда викупила трансфер футболіста. Певний час після переходу до «Зорі» був основним голкіпером клубу, згодом втратив постійне місце у стартоввому складі. Знову став основним воротарем «Зорі» у сезоні 2008—2009, взявши участь у 26 з 30 матчів команди у чемпіонаті. Наступного сезону до команди прийшов досвідчений Ігор Шуховцев і Комарицький фактично перестав потрапляти до її складу, а протягом зимової перерви у чемпіонаті перейшов до столичного «Арсенала».
Однак і в київській команді вибороти місце в основі не зміг, захищав ворота команди дублерів клубу.
З 2015 року грає в так званій «Збірній ЛНР» з футболу.

## Статистика виступів
Станом на 1 грудня 2010 року.
| Сезон     | Клуб                 | Ліга       | Чемпіонат | Чемпіонат | Кубок | Кубок |
| Сезон     | Клуб                 | Ліга       | Ігри      | Голи      | Ігри  | Голи  |
| --------- | -------------------- | ---------- | --------- | --------- | ----- | ----- |
| 2000—2001 | «Сталь-2» (Алчевськ) | Друга ліга | 16        | −31       | 0     | 0     |
| 2001—2002 | «Сталь-2» (Алчевськ) | Друга ліга | 23        | −32       | 0     | 0     |
| 2002—2003 | «Сталь-2» (Алчевськ) | Друга ліга | 14        | −21       | 0     | 0     |
| 2002—2003 | «Сталь» (Алчевськ)   | Перша ліга | 4         | −8        | 0     | 0     |
| 2003—2004 | «Сталь» (Алчевськ)   | Перша ліга | 24        | −18       | 3     | −3    |
| 2004—2005 | «Сталь» (Алчевськ)   | Перша ліга | 29        | −21       | 3     | −3    |
| 2005—2006 | «Сталь» (Алчевськ)   | Вища ліга  | 30        | −39       | 2     | −3    |
| 2006—2007 | «Сталь» (Алчевськ)   | Вища ліга  | 5         | −7        | 1     | −1    |
| 2006—2007 | «Зоря» (Луганськ)    | Вища ліга  | 9         | −7        | 0     | 0     |
| 2007—2008 | «Зоря» (Луганськ)    | Вища ліга  | 8         | −14       | 1     | −2    |
| 2008—2009 | «Зоря» (Луганськ)    | Вища ліга  | 26        | −40       | 2     | −2    |
| 2009—2010 | «Зоря» (Луганськ)    | Вища ліга  | 2         | −1        | 0     | 0     |
| 2009—2010 | «Арсенал» (Київ)     | Вища ліга  | 0         | 0         | 0     | 0     |
| 2010—2011 | «Арсенал» (Київ)     | Вища ліга  | 0         | 0         | 0     | 0     |